# Lakeside (Missouri)
Lakeside è un comune disabitato degli Stati Uniti d'America, situato nello Stato del Missouri, nella contea di Miller.